# 1975 في سوريا
فيما يلي قوائم الأحداث التي وقعت خلال عام 1975 في سوريا.

## أحداث
- 20 أغسطس – حادث الرحلة 540

## أفلام
من الأفلام التي صدرت هذه السنة في سوريا:
- 1 يناير – الاتجاه المعاكس
- 1 يناير – الحياة اليومية في قرية سورية من إخراج عمر أميرلاي.
- 1 يناير – صح النوم من إخراج خلدون المالح.
- 1 يناير – عرس شامي
- 1 يناير – عروس التحدي من إخراج خالد تاجا.
- 1 يناير – كفر قاسم من إخراج برهان علوية.

## مواليد

### يناير
- 1 يناير – جمال معروف

### نوفمبر
- 26 نوفمبر – سارة شمة رسامة سورية.

### ديسمبر
- 11 ديسمبر – طارق جبان لاعب كرة قدم سوري.

## وفيات

### يناير
- 1 يناير – بديعة مصابني (مواليد 1892) السماحي.
- 1 يناير – حسني البرازي (مواليد 1895) سياسي سوري.
- 1 يناير – عزة حصرية (مواليد 1914)